# Rånäs kapell
Rånäs kapell, även kallat Fasterna lillkyrka, är en kyrkobyggnad som tillhör Fasterna församling i Uppsala stift. Kapellet ligger omedelbart norr om Fasta gamla kyrkogård i Rånäs i det inre av Roslagen. På kyrkogården står en klockstapel som sannolikt är uppförd 1854. På kyrkogården bredvid nuvarande kapell låg tidigare Fasta kyrka som var en gråstenskyrka uppförd på medeltiden. Väster om kapellet ligger prästgården som 1641 uppges ha hetat Säby.

## Kyrkobyggnaden
Kapellet som uppfördes 1908 har väggar av panelat trä. Kyrkorummet är enskeppigt och har ett tresidigt, utskjutande korparti i öster. Intill koret ligger en låg utbyggnad med sakristia och kapprum. Den låga utbyggnaden vid västgaveln inrymmer vapenhuset med ingång från väster. Kapellet byggdes med många, höga fönster och sadeltaken var från början plåttäckta. Interiören står under vinklat tak. Kapellet fick sin nuvarande prägel vid en restaurering 1958 ledd av arkitekt Sten Hummel-Gumælius. Väggar och tak kläddes med ny panel. Ytterväggarna målades faluröda, vindskivorna svarta och fönsterfodren gröna. Fönstren minskade såväl till antal som storlek. Kyrkorummets mittgång breddades och koret höjdes ett par trappsteg. En stor del av inredningen härrör från detta år, framför allt predikstolen, altarskranket och bänkarna. 1964 byggdes ett fönster ovanför altaret. Dess glasmålning är komponerad av Harald Lindberg.

## Inventarier
- Nuvarande orgel med elva stämmor tillkom 1985 och är tillverkad av Robert Gustavsson i Härnösand. Tidigare orgel var byggd 1949 av Setterquist & son i Örebro.
- I korets norra del finns en femkantig dopfunt som är täckt med ekfaner. Funten är tillverkad 1966 efter ritning av Sten Hummel-Gumælius.
- Två ljuskronor i barockstil är skänkta vid restaureringen 1958.

## Bildgalleri

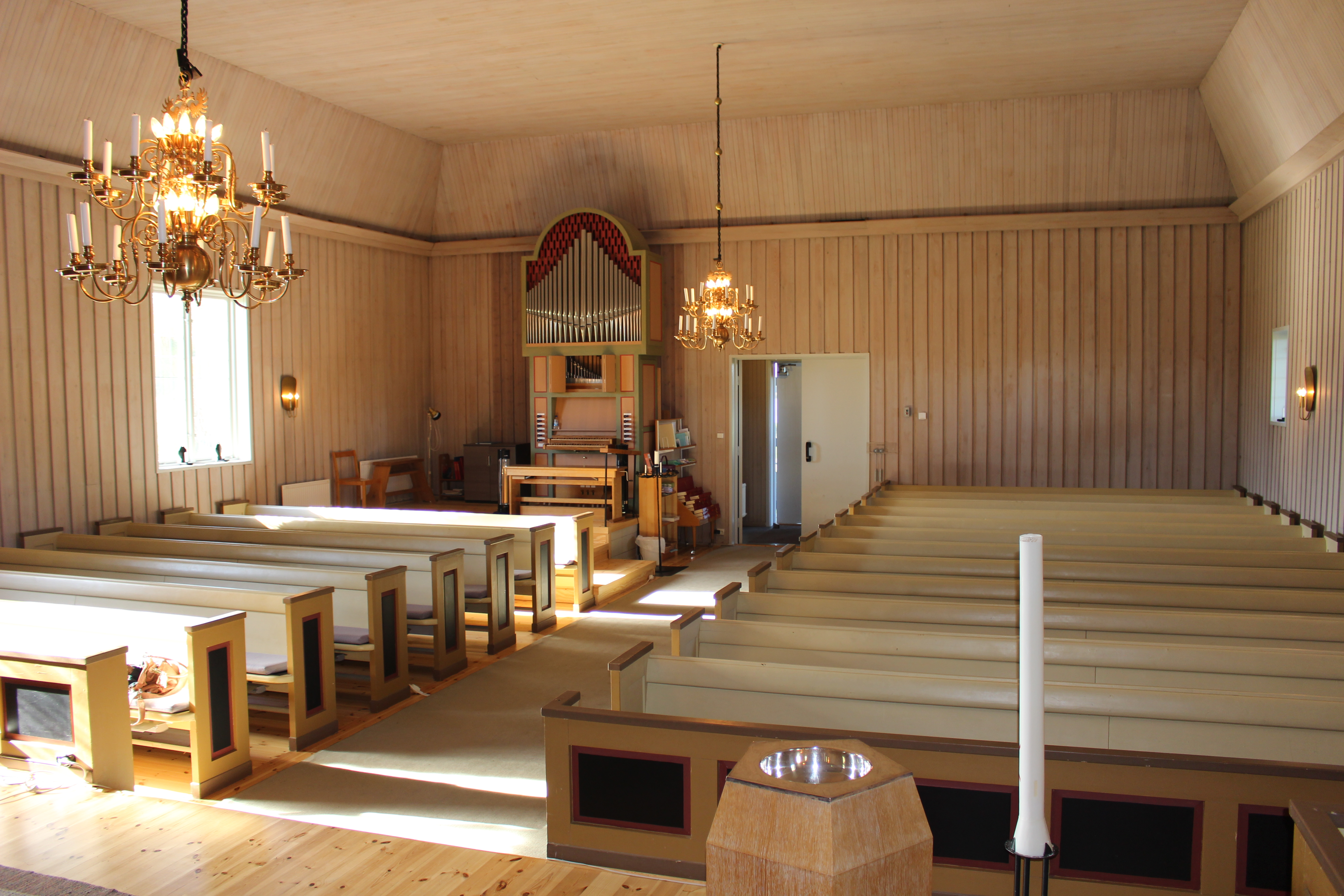
Kyrkorum mot väster
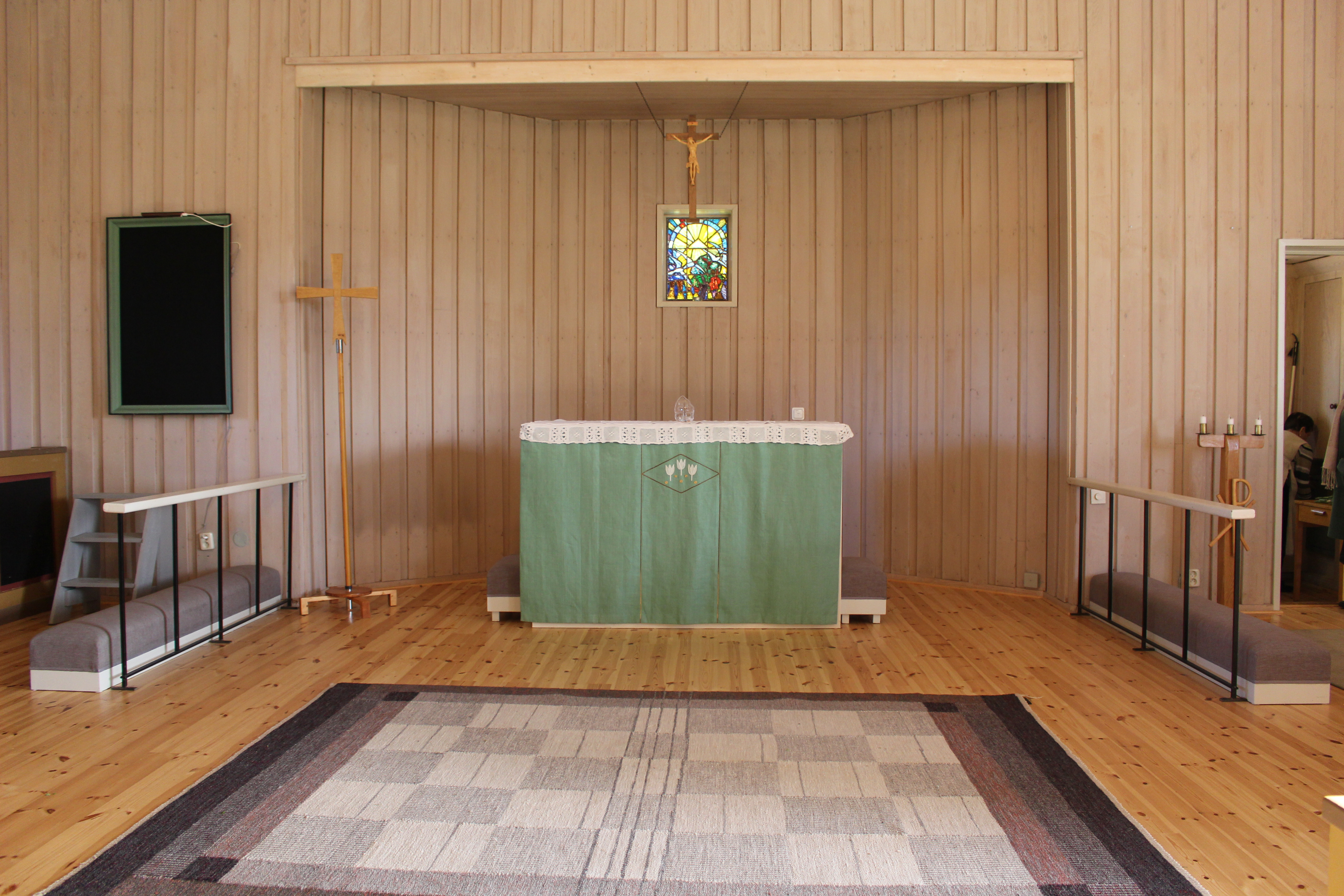
Kor och altare
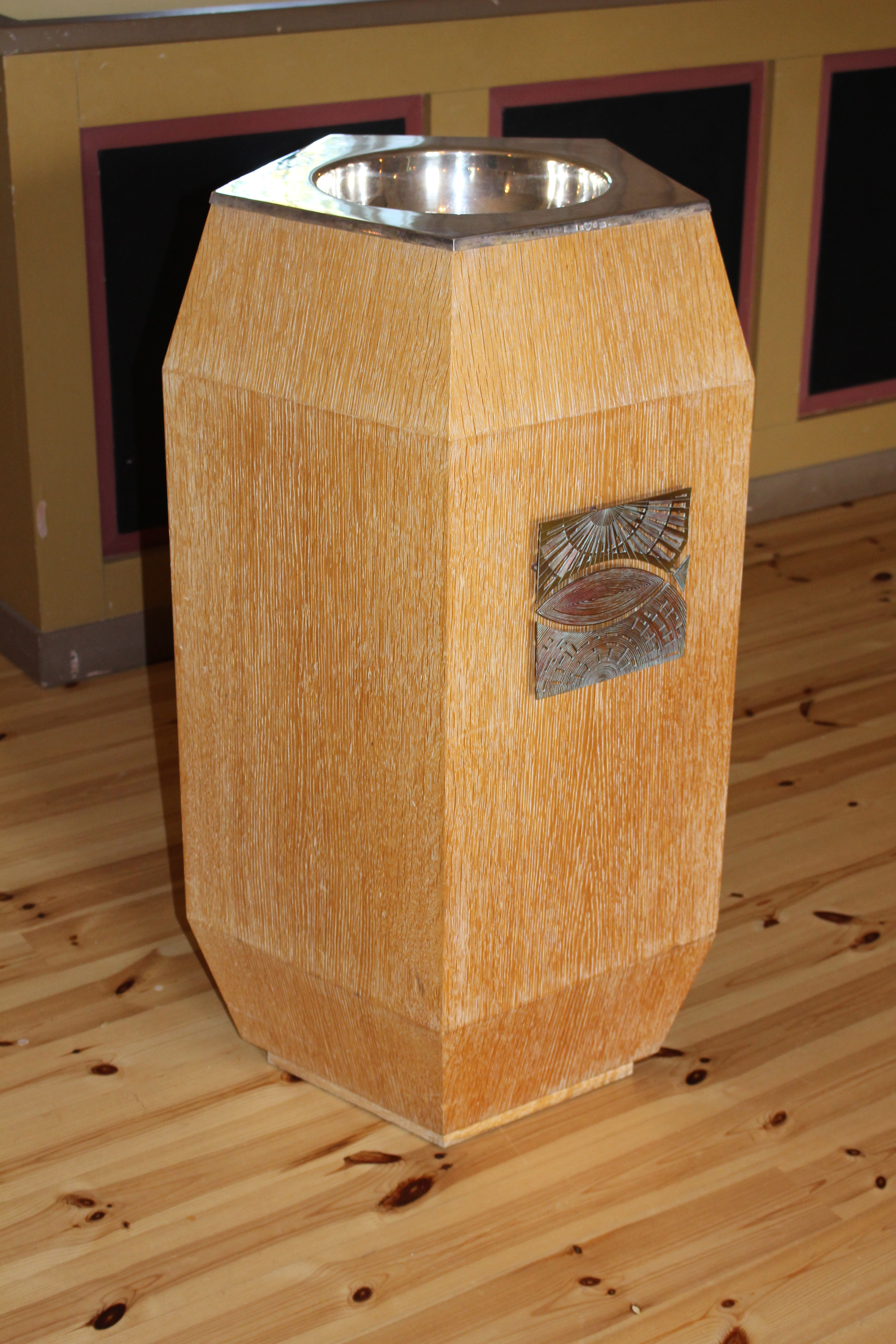
Femkantig dopfunt
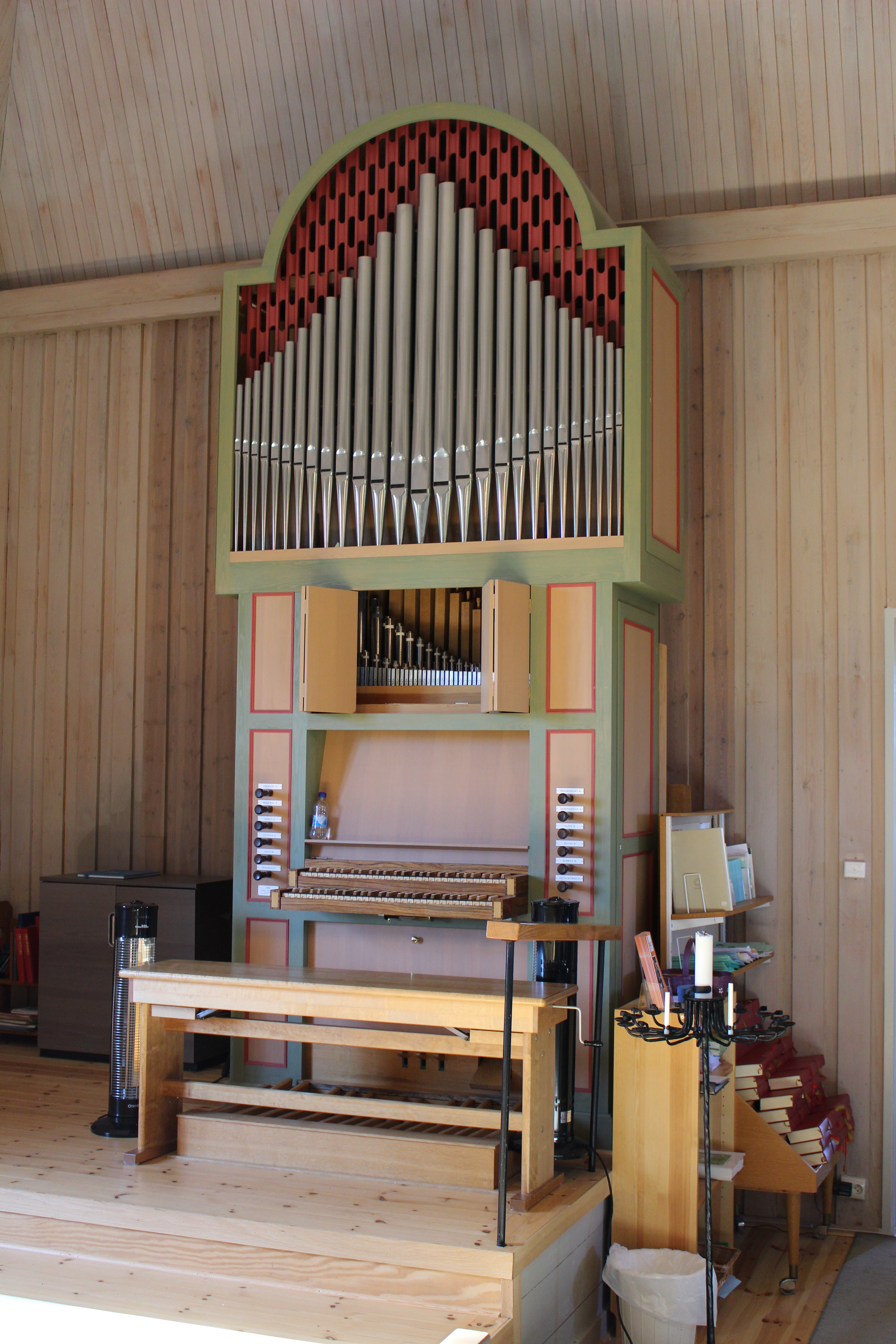
Orgeln vid västra kortsidan
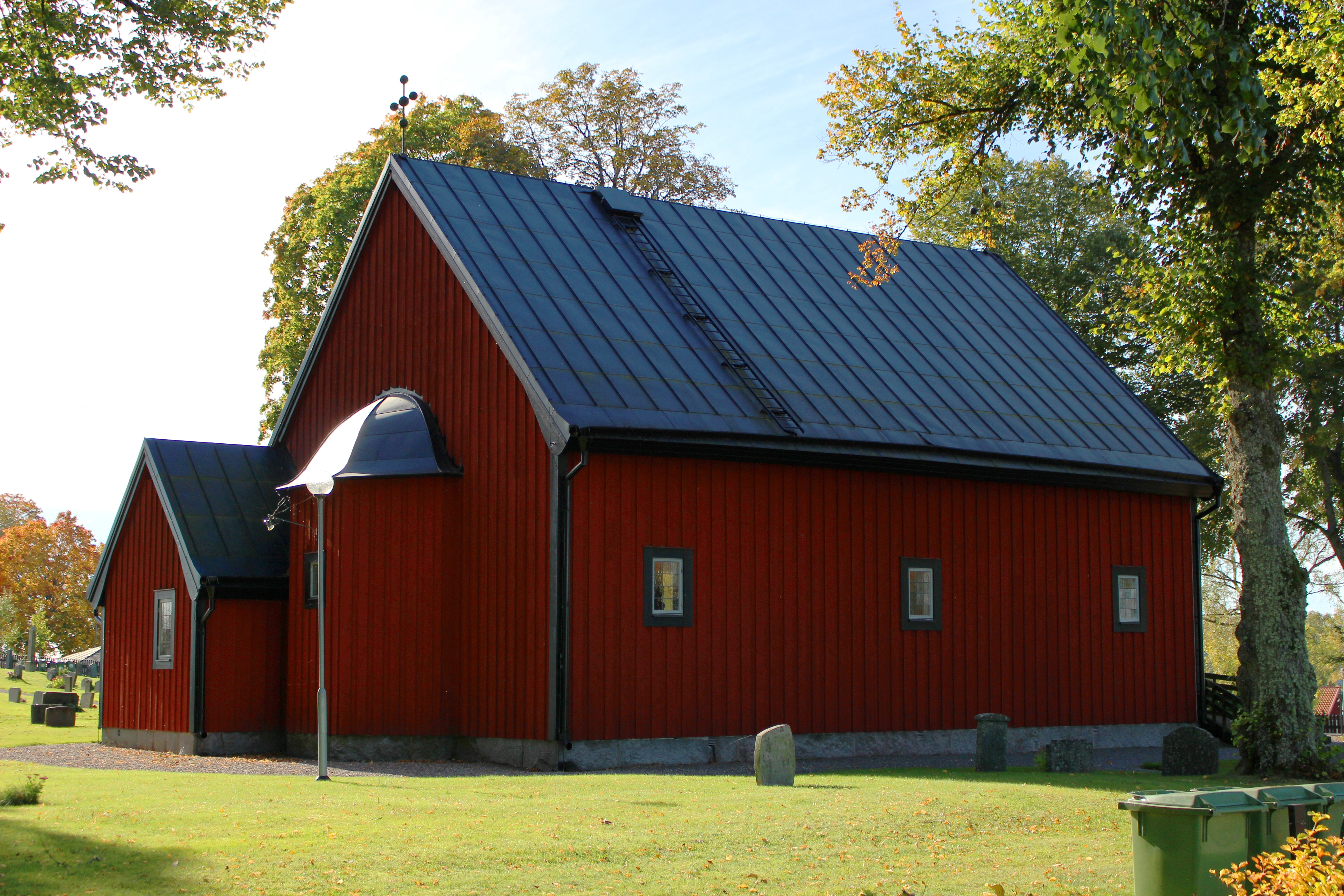
Kapellet från nordost
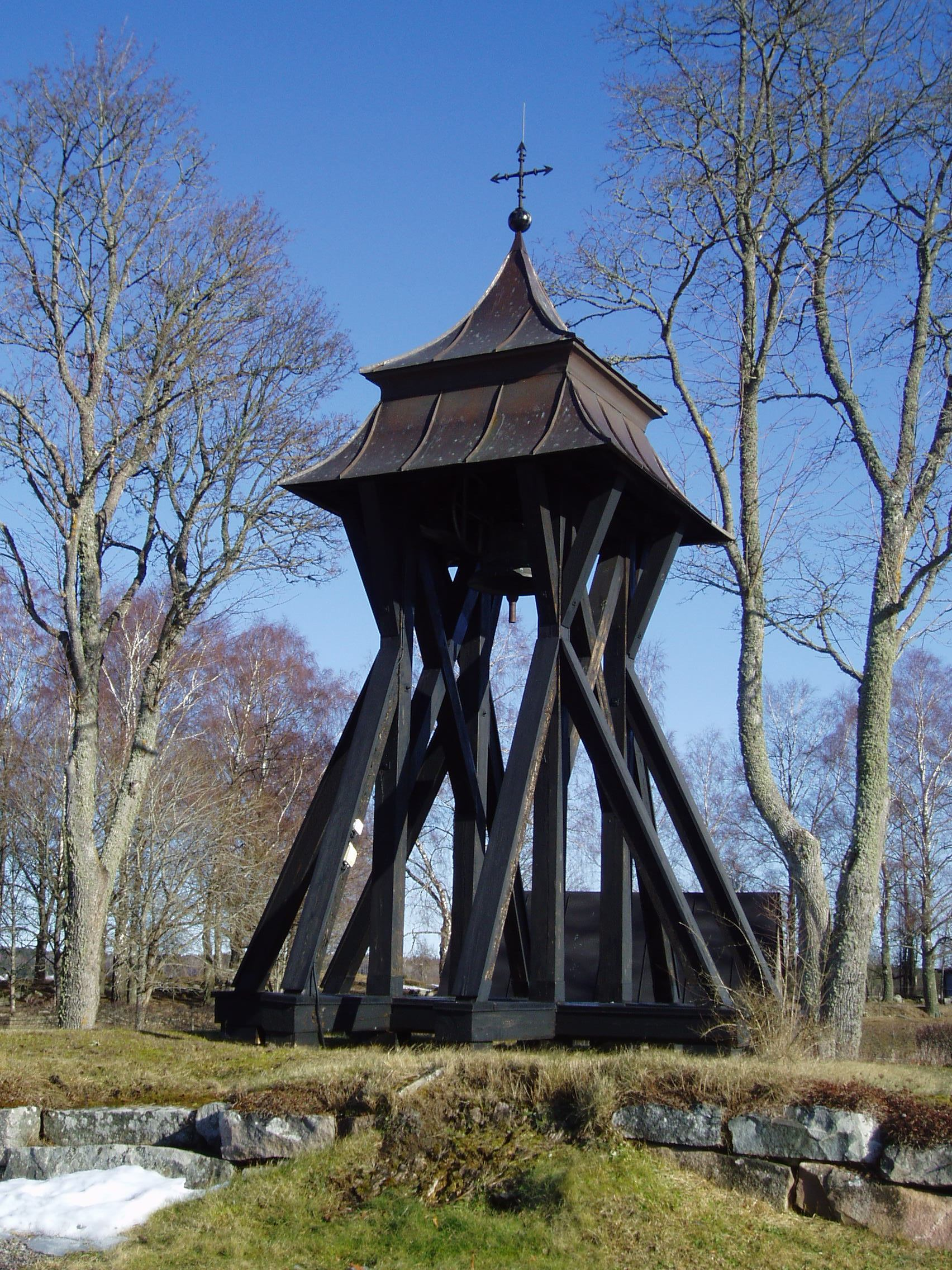
Klockstapel söder om kapellet
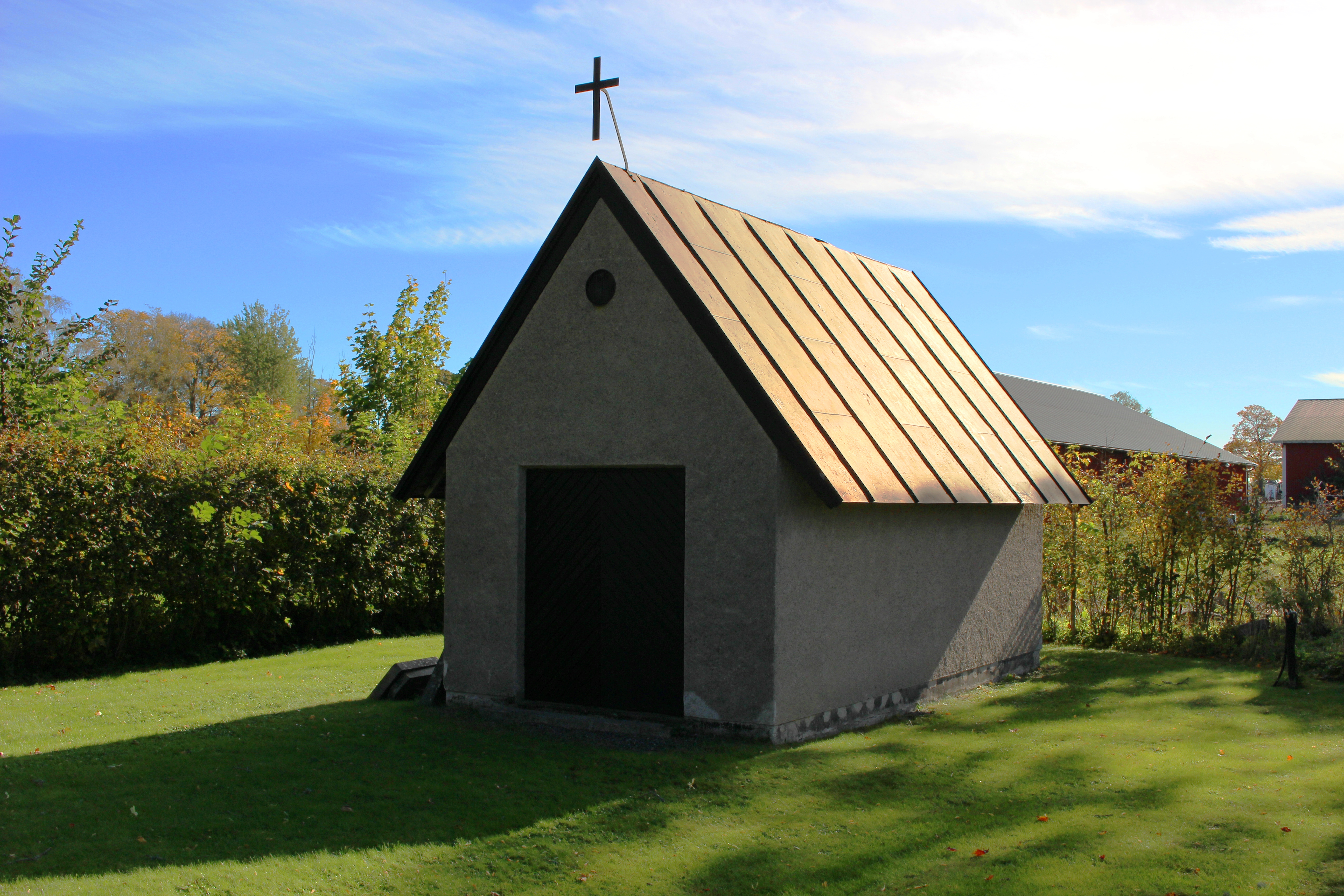
Bårhus sydost om kapellet
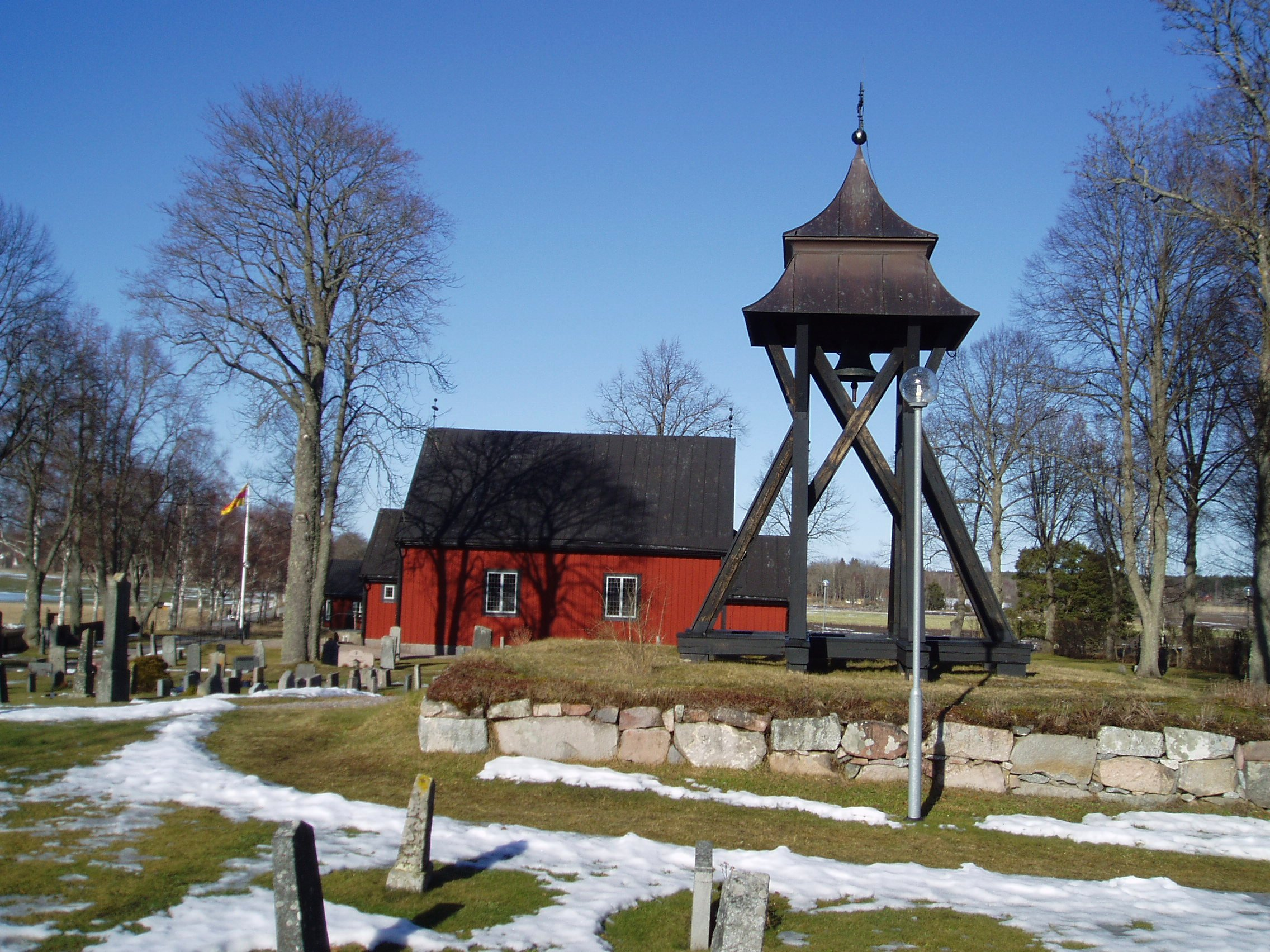
Kapellet med klockstapeln i förgrunden

### Webbkällor
- byggnadspresentation
- Rimbo pastorat
- Stockholms läns museum